# Föreningen Nutidskonst
Föreningen Nutidskonst (finska: Nykytaide) var en finländsk konstförening, som var verksam 1939–1990.
Föreningen Nutidskonst grundades 1939 av bland andra Maire Gullichsen, Bertel Hintze, Alvar Aalto, Nils-Gustav Hahl och Antero Rinne. Under det andra världskriget var det inte möjligt att ta in utländsk samtidskonst i Finland, så föreningen startade sin verksamhet med att introducera finländsk konst utomlands. Den första utställningen turnerade i Norge och Sverige 1940. En annan viktig utställning var en som ordnades 1944 i Stockholm med en översyn av finländsk samtidskonst, som visade att landets kulturliv att vara levande också under krigsåren. Den första utställningen utanför Norden hölls i Paris 1951, Quelques peintres finlandais.
Föreningen var mest aktiv med att ordna utställningar under 1940- och 1950-talen, då den finländska staten ännu inte var engagerad i ett internationellt utställningsutbyte. 
Föreningen upplöstes 1990 i samband med öppnandet av Kiasma.